# 레나 T. 한손
레나 T. 한손(Lena T. Hansson, 1955년 5월 18일 ~ )은 스웨덴의 배우이다. 제24회 굴드바게상 여우주연상 수상자이다.

## 참여 작품
- 최선의 의도